# ASJA
Свенска Йернвэгсверкстэдернас Аэропланавдельнинг (швед. AB Svenska Jarnvagsverkstadernas Aeroplanavdelning; сокращённо ASJA) — ныне не существующая шведская авиастроительная компания межвоенного периода. Вошла в состав компании SAAB.

## История
Предприятие было основано как дочернее отделение фирмы ASJ (AB Svenska Jarnvagsverkstaderna). Возглавил её Свен Бломберг, ранее работавший конструктором на Svenska Aero. В 1932 году ASJA приобрела обанкротившуюся Svenska Aero у её владельца Карла Клеменса Бюкера.
В 1936 году ASJA начала переговоры с фирмой Bofors о создании совместного предприятия для разработки и производства самолётов. В январе 1937 г. было решено, что акции новой компании будут разделены поровну, а 31 марта 1937 года была образована AB Forenade Flygverkstader (AFF).
Компании не удалось добиться особого успеха и в марте 1939 года было принято решение о её поглощении фирмой Svenska Aeroplan AB (Saab).

## Продукция компании
- ASJA F1
- ASJA L1 Viking (1931), 2 экземпляра;
- ASJA L2 (1932), военное обозначение O 9, учебный биплан с двигателем Wright R-975 Whirlwind, 2 экземпляра;
- ASJA L10 (позже переименован в Saab 17);
- ASJA L11 (Saab 18);
- ASJA L 12 (Saab 19) проект истребителя;
- ASJA Viking II
- de Havilland DH 82 Tiger Moth (Sk 11)
- Focke-Wulf Fw 44J Stieglitz (Sk 12): 18 получено из Германии (включая 2 пробных P 2) и 57 изготовлено в Швеции;
- Hawker Hart (S7, позже B4)
- North American NA-16 (Sk 14)
- Northrop 8A-1 (B 5)
- Raab-Katzenstein RK-26 Tigerschwalbe (Sk 10): 25 машин поставлены ВВС в 1932-34 годах;
- Svenska Aero SA-14 (J 5 и J 6)
- Svenska Aero SA-15